# Углянська сільська рада
| Углянська сільська рада — колишній орган місцевого самоврядування у Тячівському районі Закарпатської області з адміністративним центром у с. Угля. Сільській раді підпорядковані населені пункти: - с. Угля - с. Бобове - с. Груники - с. Мала Уголька |

## Склад ради
Рада складається з 34 депутатів та голови.

## Керівний склад сільської ради
| ПІБ                      | Основні відомості                                                 | Дата обрання | Дата звільнення |
| ------------------------ | ----------------------------------------------------------------- | ------------ | --------------- |
| Рошко Василь Миколайович | Сільський голова, 1960 року народження, освіта                    | 26.03.2006   | 31.10.2010      |
| Рошко Василь Миколайович | Сільський голова, 1960 року народження, освіта вища, безпартійний | 31.10.2010   |                 |

Примітка: таблиця складена за даними джерела